# Air India Express
Air India Express – indyjska tania linia lotnicza z siedzibą w Gurgaon. Właścicielem są linie lotnicze Air India.
Agencja ratingowa Skytrax przyznała liniom trzy gwiazdki.
W 2022 rząd Indii sprywatyzował przewoźnika sprzedając go Tata Group, największemu indyjskiemu konglomeratowi przemysłowemu. W październiku 2024 doszło do połączenia się z AIX (dawniej AirAsia India) i przejęcia 28 samolotów, dzięki czemu ogólna liczba maszyn we flocie wzrosła do 88.

## Flota
Według stanu na czerwiec 2025 flota Air India Express składała się ze 114 samolotów o średnim wieku 8,9 lat:
| Samolot         | Samolot | Samolot   | Liczba miejsc | Liczba miejsc | Liczba miejsc | Uwagi                                           |
| Model           | Aktywne | Zamówione | B             | E             | Łącznie       | Uwagi                                           |
| --------------- | ------- | --------- | ------------- | ------------- | ------------- | ----------------------------------------------- |
| Airbus A320-200 | 24      | 10        | –             | 180           | 180           | W trakcie przekazywania przez Air India od 2024 |
| Airbus A320neo  | 12      | 10        | –             | 186           | 186           | W trakcie przekazywania przez Air India od 2024 |
| Airbus A321neo  | 3       | –         |               |               |               |                                                 |
| Boeing 737-800  | 26      | –         | –             | 186           | 186           |                                                 |
| Boeing 737-800  | 26      | –         | –             | 189           | 189           |                                                 |
| Boeing 737 MAX8 | 49      | 1         | 8             | 154           | 162           |                                                 |
| Boeing 737 MAX8 | 49      | 1         | –             | 176           | 176           |                                                 |
| Boeing 737 MAX8 | 49      | 1         | 4             | 174           | 178           |                                                 |
| Łącznie         | 114     | 11        |               |               |               |                                                 |